# ベイカー・メイフィールド
ベイカー・リーガン・メイフィールド（Baker Reagan Mayfield, 1995年4月14日 - ）は、アメリカ合衆国テキサス州オースティン出身のプロアメリカンフットボール選手。NFLのタンパベイ・バッカニアーズに所属している。ポジションはクォーターバック。

## 経歴

### プロ入り前
高校時代からQBとしてプレーしたメイフィールドは、大学から奨学金を受けない「walk-on」としてテキサス工科大学に進学した。

#### テキサステック
2013年シーズン開幕直前に先発QBマイケル・ブルーワーが負傷したことから、急遽先発を務めることとなった。最初の試合でメイフィールドは413ヤード、4TDを記録した。
しかし、シーズン途中に負傷し、正QBの座をデイビス・ウェブに譲った。メイフィールドは2315ヤード、12TD、9INTに終わった。シーズン終了後、「コーチとの行き違い」を理由に大学を去ることを発表した。

#### オクラホマ

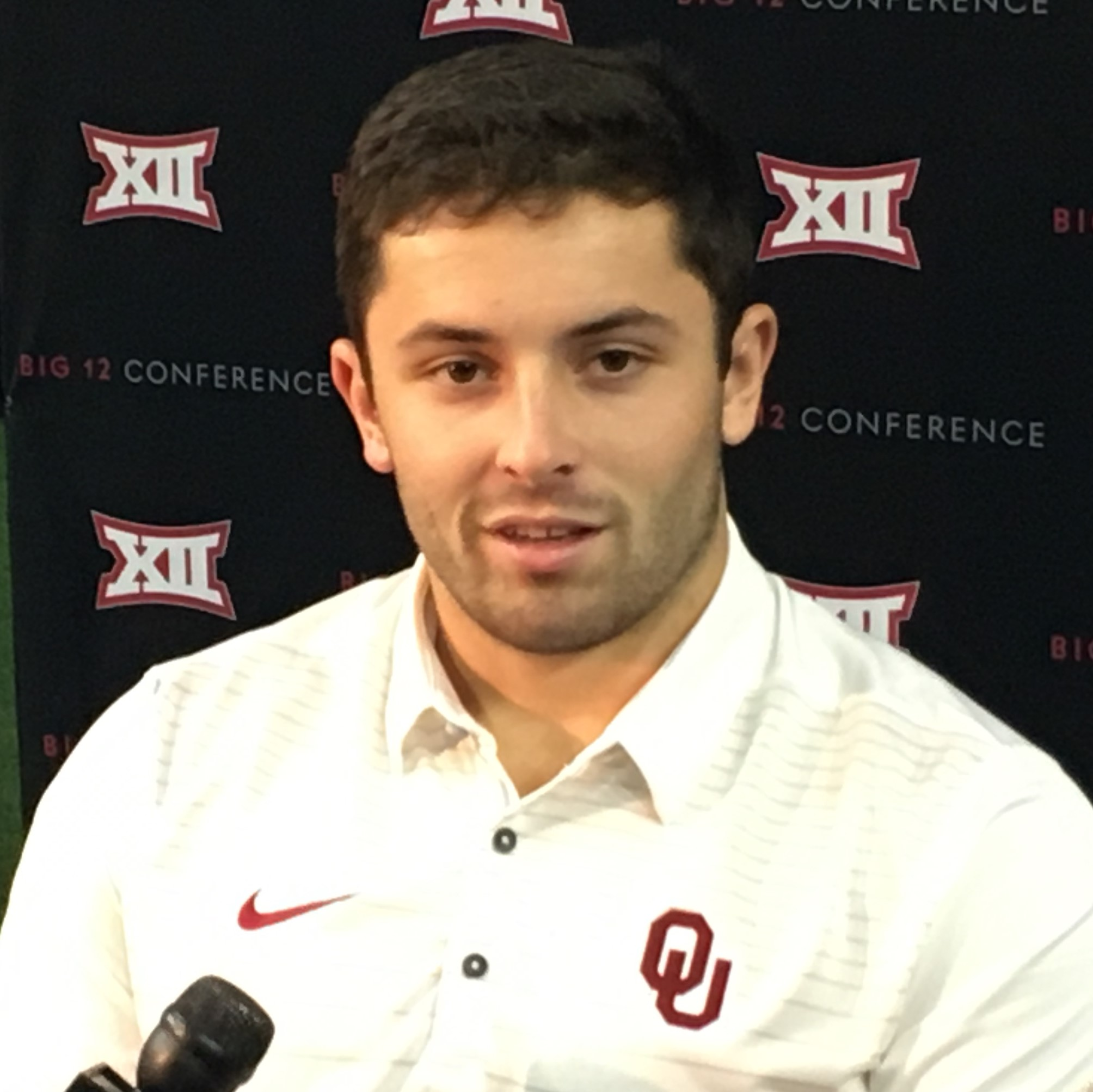
NCAAの記者会見でのメイフィールド

2014年にオクラホマ大学に転校した。この時も再びwalk-onとしての扱いとなった。NCAAの移籍規則では、選手の過剰な移籍を防ぐために、移籍した選手は通常1年間の欠場が求められるため、2014年シーズンをプレーする資格が得られず、2014年は全試合を欠場した。
2015年8月24日、オクラホマ大学スーナーズの開幕先発QBとなることが発表された。開幕戦では、388ヤード、3TDを記録し、チームを41-3で勝利に導いた。その年は3700ヤード、36TD、7INTを記録し、ハイズマン賞候補の1人となった。
2016年も続いて先発QBを務めた。10月22日の古巣テキサス工科大学戦では、パトリック・マホームズと対戦し、545ヤード、7TDを記録し、66-59で勝利した。その年は13試合に出場し、3965ヤード、40TD、8INTを記録した。
2017年は4627ヤード、43TD、6INTを記録した。2017年12月9日、ハイズマン賞を受賞した。Walk-onの選手がハイズマン賞を受賞するのは史上初であった。

#### プレー資格をめぐって
メイフィールドが1年間プレー資格を得られなかったことに関して、メイフィールドは1年目にテキサス工科大学からオクラホマ大学に移籍した際、「テキサス工科大学ではWalk-onであり（奨学金を受けた選手ではなかったため）、奨学金を受けた選手に適用される移籍ルールは適用されないはずだ」という理由で、オクラホマ大学ですぐにプレーできる資格をNCAAに申請した。しかしNCAAは、彼がその基準を満たしていないとして訴えを却下した。 ビッグ12カンファレンスのルールでは、NCAAが課す1年間の出場停止に加えて、カンファレンス内の移籍者は1年間の資格を失うことが追加で規定されているため、メイフィールドはこの規則の免除もカンファレンスの担当者に訴えようとしたが、却下された。
オクラホマ大学の関係者も、テキサス工科大学の関係者にメイフィールドの規則免除を認可するよう要請したが、テキサス工科大学の関係者は（オクラホマ大学とテキサス工科大学はライバル校であったこともあり）異議を唱えて要請を断り、2014年7月に規則適用でのリリースを行なった。このような流れでメイフィールドは2014年のシーズンを欠場することになり、同時に1年間のプレー資格も失うことになった。
2016年6月2日、ビッグ12カンファレンスでは、Walk-on選手が1年間のプレー資格を失わずにカンファレンス内で転校することを認めるようルール修正が提案され、その後承認された。このルール変更により、メイフィールドは2017年シーズンまでオクラホマ大学でプレーすることができるようになった。メイフィールドの元所属校であるテキサス工科大学も、このルール変更に賛成した。

#### 大学時代の通算成績
| 年度         | 試合                     | 試合                     | パス                     | パス                     | パス                     | パス                     | パス                     | パス                     | パス                     | パス                     | ラン                     | ラン                     | ラン                     | ラン                     |                          |
| 年度         | 出場                     | 先発                     | 成功 回数                | 試投 回数                | 成功 確率                | 獲得 ヤード              | 平均 獲得 ヤード         | TD                       | Int                      | レイテ ィング            | 試行 回数                | 獲得 ヤード              | 平均 獲得 ヤード         | TD                       |                          |
| ------------ | ------------------------ | ------------------------ | ------------------------ | ------------------------ | ------------------------ | ------------------------ | ------------------------ | ------------------------ | ------------------------ | ------------------------ | ------------------------ | ------------------------ | ------------------------ | ------------------------ | ------------------------ |
| テキサス工科 |                          |                          |                          |                          |                          |                          |                          |                          |                          |                          |                          |                          |                          |                          |                          |
| 2013         | 8                        | 5                        | 218                      | 340                      | 64.1                     | 2315                     | 6.8                      | 12                       | 9                        | 127.7                    | 88                       | 190                      | 2.2                      | 3                        |                          |
| オクラホマ   |                          |                          |                          |                          |                          |                          |                          |                          |                          |                          |                          |                          |                          |                          |                          |
| 2014         | 不資格のためプレーできず | 不資格のためプレーできず | 不資格のためプレーできず | 不資格のためプレーできず | 不資格のためプレーできず | 不資格のためプレーできず | 不資格のためプレーできず | 不資格のためプレーできず | 不資格のためプレーできず | 不資格のためプレーできず | 不資格のためプレーできず | 不資格のためプレーできず | 不資格のためプレーできず | 不資格のためプレーできず | 不資格のためプレーできず |
| 2015         | 13                       | 13                       | 269                      | 395                      | 68.1                     | 3700                     | 9.4                      | 36                       | 7                        | 173.3                    | 141                      | 405                      | 2.9                      | 7                        |                          |
| 2016         | 13                       | 13                       | 254                      | 358                      | 70.9                     | 3965                     | 11.1                     | 40                       | 8                        | 196.4                    | 78                       | 177                      | 2.3                      | 6                        |                          |
| 2017         | 14                       | 13                       | 285                      | 404                      | 70.5                     | 4627                     | 11.5                     | 43                       | 6                        | 198.9                    | 97                       | 311                      | 3.2                      | 5                        |                          |
| 計           | 48                       | 44                       | 1026                     | 1497                     | 68.5                     | 14607                    | 9.8                      | 131                      | 30                       | 175.4                    | 404                      | 1083                     | 2.7                      | 21                       |                          |

### クリーブランド・ブラウンズ

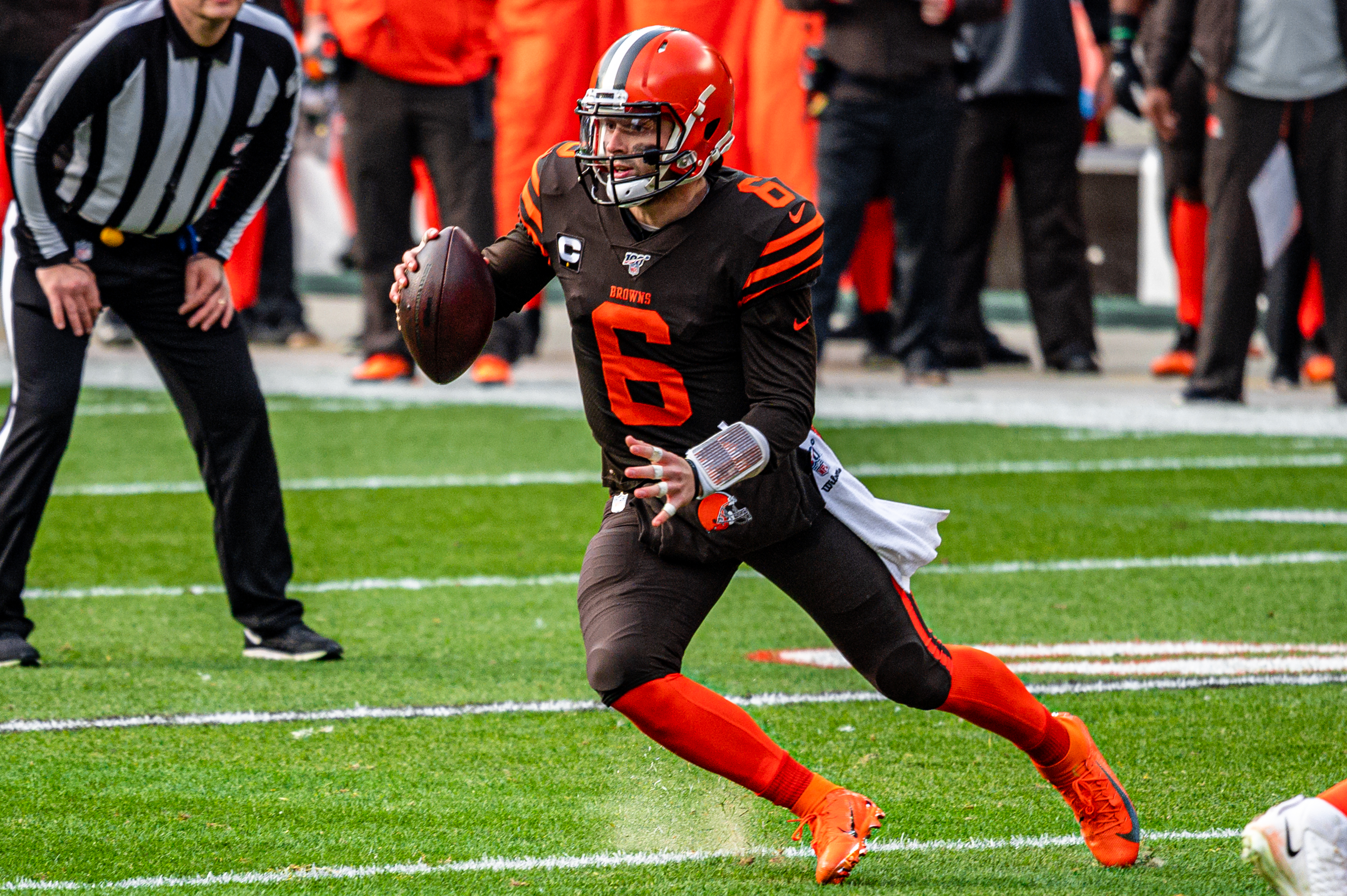
2019年のシンシナティ・ベンガルズ戦でのメイフィールド

2018年のNFLドラフトでクリーブランド・ブラウンズからドラフト1巡全体1位指名を受けた。2018年7月24日、ブラウンズとの間で4年3268万ドルの契約を結んだ。
2018年シーズン開幕は、タイロッド・テイラーの控えとして迎えた。しかし2連敗で迎えた第3週のニューヨーク・ジェッツ戦で、負傷したテイラーに代って途中出場した。その試合では201ヤードを投げ、ブラウンズの連敗記録を19で止めた。前年は全敗に終わったブラウンズにとっては635日振りの勝利となった。翌週のオークランド・レイダース戦でプロ初先発し、295ヤード、2TD、2INTを投げたが、チームは42-45で敗れた。翌週のボルチモア・レイブンズ戦で先発試合初勝利を収めた。第17週のレイブンズ戦では3つのタッチダウンパスを挙げ、タッチダウンパス回数を27回とし、新人QBのシーズンタッチダウンパス記録を更新した。メイフィールドはこの2年でわずか1勝しか挙げられなかったチームを7勝8敗1分にまで引き上げ、7年連続の地区最下位から脱出に成功した。
2019年シーズンは、全16試合に先発出場を果たしパスは昨年を上回る3827ヤードを記録した一方で、パスタッチダウン22回・インターセプト21回という成績であった。チームは6勝10敗で地区3位となった。
2020年シーズンは開幕戦こそ敗れるも第2週から4連勝を達成。第7週のシンシナティ・ベンガルズ戦ではキャリアハイとなる5タッチダウンを挙げ、週間MVPを受賞した。第10週から再び4連勝を挙げ、最終的に11勝5敗という成績でチームを2002年以来18年ぶりのプレーオフに導いた。このシーズンはパス3563ヤード獲得、26タッチダウン、8インターセプトという成績であった。
プレーオフ初戦では地区首位のピッツバーグ・スティーラーズと対戦。試合開始14秒に相手のスナップミスから先制すると、メイフィールドも3つのタッチダウンパスを通し、48-37で勝利した。この勝利によりブラウンズとしては26年ぶりのポストシーズン勝利となった他、17年ぶりに敵地ハインツ・フィールドでスティーラーズを破った。次戦のAFC首位カンザスシティ・チーフスとのディビジョナルラウンドでは1タッチダウンを記録するも、17-22で敗れた。
2021年は第2週のヒューストン・テキサンズ戦で左肩関節唇断裂の故障を負うと、第6週のアリゾナ・カージナルス戦でサックされた際にその故障を悪化させてしまった。第10週のニューイングランド・ペイトリオッツ戦ではさらに右脚を負傷した。このシーズンは最後まで故障に苦しめられ、14試合出場でキャリアワーストのパスタッチダウン17回、インターセプト13回という成績に終わった。チームも8勝9敗でプレーオフ進出を逃した。
2022年3月18日、チームは多くのドラフト指名権と引き換えに、ヒューストン・テキサンズからQBデショーン・ワトソンをトレードで獲得し、メイフィールドをスターティングQBと考えていないことが明らかになった。メイフィールドはトレードを希望し、チームはトレード先を探していたが、2022年7月に2024年のドラフト5巡指名権（条件によっては4巡指名権）と引き換えでカロライナ・パンサーズに放出された。

### カロライナ・パンサーズ
パンサーズでは先発の座をサム・ダーノルドと争い、開幕QBを勝ち取ったが、不振に陥り開幕4試合で1勝3敗に終わった。第5週のサンフランシスコ・フォーティナイナーズ戦で負傷退場すると、以降は出場機会に恵まれず、2022年12月5日には自らの希望で退団を申し出て認められ、ウェーバーにかけられた。

### ロサンゼルス・ラムズ
2022年12月6日に24時間のウェーバーにかけられ、マシュー・スタッフォードが負傷していたロサンゼルス・ラムズが獲得意志を示したため、移籍となった。わずか2日後の2022年12月8日のラスベガス・レイダース戦に出場して最後までプレーし、残り1分45秒から逆転のドライブを演出し勝利に貢献した。この試合で週間MVPに輝いた。翌週のグリーンベイ・パッカーズ戦で通算100回のタッチダウンパスを挙げた。このシーズンは2チームで通算12試合に出場し、パス2163ヤード、タッチダウン10回、インターセプト8回という成績であった。

### タンパベイ・バッカニアーズ
2023年3月16日にタンパベイ・バッカニアーズと1年契約を結んだ。3年ぶりに全試合で先発出場し、チームを地区優勝に導いた。プレーオフのワイルドカードラウンドでは3つのタッチダウンパスを成功させるなど、前年のNFCチャンピオンであるフィラデルフィア・イーグルスを32-9で破る勝利に貢献したが、翌週のディビジョナルラウンドでデトロイト・ライオンズに敗れた。出場を辞退したダック・プレスコットの代替選出として自身初のプロボウルに出場し、オフェンスMVPを受賞した。
シーズン後には、5000万ドルの保証を含む最大1億1500万ドルの3年契約でバッカニアーズに残留することに合意したと報じられ、2024年3月13日、正式に発表された。
2024年シーズンも全試合に先発出場し、バッカニアーズのパス成功率とパサーレーティングの新記録を樹立するなど、地区連覇に貢献した。NFL史上10人目となるシーズン4500パス獲得ヤード・40タッチダウンパスを達成し、ジェイデン・ダニエルズの代理として2年連続となるプロボウルに選出された。

## 詳細情報

### 年度別成績

#### レギュラーシーズン
| 年度     | チーム   | 背 番 号 | 試合 | 試合 | パス      | パス      | パス      | パス        | パス             | パス | パス | パス          | ラン      | ラン        | ラン             | ラン | ファンブル    | ファンブル |
| 年度     | チーム   | 背 番 号 | 出場 | 先発 | 成功 回数 | 試投 回数 | 成功 確率 | 獲得 ヤード | 平均 獲得 ヤード | TD   | Int  | レイテ ィング | 試行 回数 | 獲得 ヤード | 平均 獲得 ヤード | TD   | ファン ブル数 | ロスト     |
| -------- | -------- | -------- | ---- | ---- | --------- | --------- | --------- | ----------- | ---------------- | ---- | ---- | ------------- | --------- | ----------- | ---------------- | ---- | ------------- | ---------- |
| 2018     | CLE      | 6        | 14   | 13   | 310       | 486       | 63.8      | 3725        | 7.7              | 27   | 14   | 93.7          | 39        | 131         | 3.4              | 0    | 7             | 3          |
| 2019     | CLE      | 6        | 16   | 16   | 317       | 534       | 59.4      | 3827        | 7.2              | 22   | 21   | 78.8          | 28        | 141         | 5.0              | 3    | 6             | 2          |
| 2020     | CLE      | 6        | 16   | 16   | 305       | 486       | 62.8      | 3563        | 7.3              | 26   | 8    | 95.9          | 54        | 165         | 3.1              | 1    | 8             | 4          |
| 2021     | CLE      | 6        | 14   | 14   | 253       | 418       | 60.5      | 3010        | 7.2              | 17   | 13   | 83.1          | 37        | 134         | 3.6              | 1    | 6             | 3          |
| 2022     | CAR      | 6        | 7    | 6    | 119       | 206       | 57.8      | 1313        | 6.6              | 6    | 6    | 74.4          | 16        | 52          | 3.3              | 1    | 6             | 1          |
| 2022     | LAR      | 17       | 5    | 4    | 82        | 129       | 63.6      | 850         | 6.6              | 4    | 2    | 86.4          | 15        | 37          | 2.5              | 0    | 3             | 1          |
| 2023     | TB       | 6        | 17   | 17   | 364       | 566       | 64.3      | 4044        | 7.1              | 28   | 10   | 94.6          | 62        | 163         | 2.6              | 1    | 8             | 3          |
| 2024     | TB       | 6        | 17   | 17   | 407       | 570       | 71.4      | 4500        | 7.9              | 41   | 16   | 106.8         | 60        | 378         | 6.3              | 3    | 13            | 2          |
| NFL：7年 | NFL：7年 | NFL：7年 | 106  | 103  | 2157      | 3395      | 63.5      | 24832       | 7.3              | 171  | 90   | 91.2          | 311       | 1201        | 3.9              | 10   | 57            | 19         |

- 2024年度シーズン終了時
- 太字は自身最高記録
- ■は各年度のリーグ最高記録

#### ポストシーズン
| 年度 | チーム | 試合 | 試合 | パス      | パス      | パス      | パス        | パス             | パス | パス | パス          | ラン      | ラン        | ラン             | ラン | ファンブル    | ファンブル |
| 年度 | チーム | 出場 | 先発 | 成功 回数 | 試投 回数 | 成功 確率 | 獲得 ヤード | 平均 獲得 ヤード | TD   | Int  | レイテ ィング | 試行 回数 | 獲得 ヤード | 平均 獲得 ヤード | TD   | ファン ブル数 | ロスト     |
| ---- | ------ | ---- | ---- | --------- | --------- | --------- | ----------- | ---------------- | ---- | ---- | ------------- | --------- | ----------- | ---------------- | ---- | ------------- | ---------- |
| 2020 | CLE    | 2    | 2    | 44        | 71        | 62.0      | 467         | 6.6              | 4    | 1    | 94.0          | 8         | 14          | 1.8              | 0    | 0             | 0          |
| 2023 | TB     | 2    | 2    | 48        | 77        | 62.3      | 686         | 8.9              | 6    | 2    | 106.3         | 4         | 31          | 7.8              | 0    | 0             | 0          |
| 2024 | TB     | 1    | 1    | 15        | 18        | 83.3      | 185         | 10.3             | 2    | 0    | 146.5         | 7         | 23          | 3.3              | 0    | 1             | 1          |
| 通算 | 通算   | 4    | 4    | 92        | 148       | 62.2      | 1153        | 7.8              | 10   | 3    | 100.4         | 12        | 45          | 3.8              | 0    | 0             | 0          |

- 2024年度シーズン終了時

## 私生活
2019年7月に、エミリー・ウィルキンソンと結婚した。